# Filmografia de Nicole Kidman

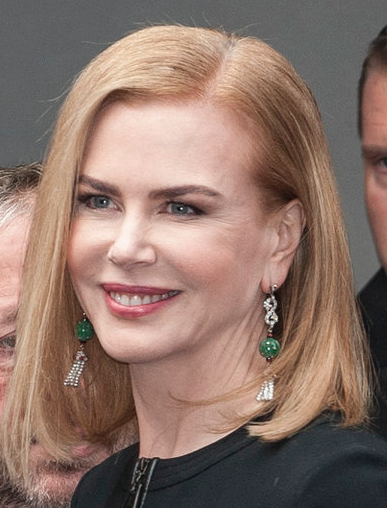
Nicole Kidman em evento de divulgação de Queen of the Desert, em 2015.

A atriz australiana Nicole Kidman teve sua estreia no cinema com o drama Bush Christmas em 1983. Quatro anos mais tarde, estrelou a minissérie televisiva Vietnam, pela qual recebeu o Prêmio AACTA de Melhor Atriz em Minissérie. No entanto, seu primeiro papel de destaque foi no suspense Dead Calm, de 1989, no qual sua atuação como uma esposa presa em um iate por um marido maníaco atraiu elogios por parte da crítica especializada e reconhecimento internacional. Kidman deu início à sua carreira hollywoodiana ao dividir as telas com Tom Cruise em Days of Thunder (1990). Sua atuação como uma criminosa âncora de telejornal em To Die For, de Gus Van Sant, rendeu-lhe um Globo de Ouro de Melhor Atriz em 1996. Kidman e Cruise reuniriam-se novamente em Eyes Wide Shut em 1999.
Em 2001, atraiu novamente alta aclamação crítica por sua performance como cortesã no musical Moulin Rouge!, dirigido por Baz Luhrmann. Por sua performance, recebeu novamente o Globo de Ouro de Melhor Atriz e foi indicada pela primeira vez ao Óscar de Melhor Atriz Principal. No mesmo ano, Kidman atuou no suspense The Others, sendo indicada ao Prêmio BAFTA de Melhor Atriz em Cinema. Por sua atuação como Virginia Woolf em The Hours (2002), Kidman tornou-se a primeira australiana a vencer o Óscar de Melhor Atriz.
Em 2003, Kidman estrelou Dogville, o drama The Human Stain e o drama épico Cold Mountain. No ano seguinte, a atriz realizou uma participação na comédia de ficção científica The Stepford Wives, contracenando com Matthew Broderick e Glenn Close, e o drama Birth (2004). Quatro anos mais tarde, Kidman voltou a colaborar com Luhrmann no drama histórico Australia. Em 2010, estrelou o drama Rabbit Hole, pelo qual recebeu uma indicação ao Óscar, Globo de Ouro e aos Prêmios SAG. Em 2012, Kidman interpretou a romancista Martha Gellhorn no drama televisivo Hemingway & Gellhorn, pelo qual foi indicada ao Emmy do Primetime. Em 2014, interpretou a Princesa Grace Kelly em Grace of Monaco e estrelou como uma perversa taxidermista em Paddington.

## Filmografia

### Cinema
| Ano  | Título original                            | Papel | Papel     | Papel                   | Direção               |
| Ano  | Título original                            | Atriz | Produtora | Papel                   | Direção               |
| ---- | ------------------------------------------ | ----- | --------- | ----------------------- | --------------------- |
| 1983 | Bush Christmas                             | Sim   |           | Helen Thompson          | Henri Safran          |
| 1983 | BMX Bandits                                | Sim   |           | Judy                    | Brian Trenchard-Smith |
| 1984 | Wills & Burke                              | Sim   |           | Julia Matthews          | Bob Weis              |
| 1986 | Windrider                                  | Sim   |           | Jade                    | Vince Monton          |
| 1987 | The Big Part                               | Sim   |           | Mary McAllister         | Brendan Maher         |
| 1988 | Emerald City                               | Sim   |           | Helen Davey             | Michael Jenkins       |
| 1989 | Dead Calm                                  | Sim   |           | Rae Ingram              | Philip Noyce          |
| 1990 | Days of Thunder                            | Sim   |           | Dra. Claire Lewicki     | Tony Scott            |
| 1991 | Flirting                                   | Sim   |           | Nicola Radcliffe        | John Duigan           |
| 1991 | Billy Bathgate                             | Sim   |           | Drew Preston            | Robert Benton         |
| 1992 | Far and Away                               | Sim   |           | Shannon Christie        | Ron Howard            |
| 1993 | Malice                                     | Sim   |           | Tracy Safian            | Harold Becker         |
| 1993 | My Life                                    | Sim   |           | Gail Jones              | Bruce Joel Rubin      |
| 1995 | Batman Forever                             | Sim   |           | Dra. Chase Meridian     | Joel Schumacher       |
| 1995 | To Die For                                 | Sim   |           | Suzanne Stone Maretto   | Gus Van Sant          |
| 1996 | The Portrait of a Lady                     | Sim   |           | Isabel Archer           | Jane Campion          |
| 1997 | The Peacemaker                             | Sim   |           | Dra. Julia Kelly        | Mimi Leder            |
| 1998 | Practical Magic                            | Sim   |           | Gillian Owens           | Griffin Dunne         |
| 1999 | Eyes Wide Shut                             | Sim   |           | Alice Harford           | Stanley Kubrick       |
| 2001 | Moulin Rouge!                              | Sim   |           | Satine                  | Baz Luhrmann          |
| 2001 | The Others                                 | Sim   |           | Grace Stewart           | Alejandro Amenábar    |
| 2001 | Birthday Girl                              | Sim   |           | Nadia Sophia            | Jez Butterworth       |
| 2002 | The Hours                                  | Sim   |           | Virginia Woolf          | Stephen Daldry        |
| 2003 | Dogville                                   | Sim   |           | Grace Margaret Mulligan | Lars von Trier        |
| 2003 | In the Cut                                 |       | Sim       |                         | Jane Campion          |
| 2003 | The Human Stain                            | Sim   |           | Faunia Farley           | Robert Benton         |
| 2003 | Cold Mountain                              | Sim   |           | Ada Monroe              | Anthony Minghella     |
| 2004 | The Stepford Wives                         | Sim   |           | Joanna Eberhart         | Frank Oz              |
| 2004 | Birth                                      | Sim   |           | Anna                    | Jonathan Glazer       |
| 2004 | No. 5 the Film                             | Sim   |           | Nicole Kidman           | Baz Luhrmann          |
| 2005 | The Interpreter                            | Sim   |           | Silvia Broome           | Sydney Pollack        |
| 2005 | Bewitched                                  | Sim   |           | Isabel Bigelow Samantha | Nora Ephron           |
| 2006 | Fur - An Imaginary Portrait of Diane Arbus | Sim   |           | Diane Arbus             | Steven Shainberg      |
| 2006 | Happy Feet                                 | Sim   |           | Norma Jean (voz)        | George Miller         |
| 2007 | The Invasion                               | Sim   |           | Dra. Carol Bennell      | Oliver Hirschbiegel   |
| 2007 | Margot at the Wedding                      | Sim   |           | Margot                  | Noah Baumbach         |
| 2007 | The Golden Compass                         | Sim   |           | Marisa Coulter          | Chris Weitz           |
| 2008 | Australia                                  | Sim   |           | Lady Sarah Ashley       | Baz Luhrmann          |
| 2009 | Nine                                       | Sim   |           | Claudia Jenssen         | Rob Marshall          |
| 2010 | Rabbit Hole                                | Sim   | Sim       | Becca Corbett           | John Cameron Mitchell |
| 2011 | Just Go with It                            | Sim   |           | Devlin Adams            | Dennis Dugan          |
| 2011 | Trespass                                   | Sim   |           | Sarah Miller            | Joel Schumacher       |
| 2011 | Monte Carlo                                |       | Sim       |                         | Thomas Bezucha        |
| 2012 | The Paperboy                               | Sim   |           | Charlotte Bless         | Lee Daniels           |
| 2013 | Stoker                                     | Sim   |           | Evelyn Stoker           | Park Chan-wook        |
| 2013 | The Railway Man                            | Sim   |           | Patti Lomax             | Jonathan Teplitzky    |
| 2014 | Grace of Monaco                            | Sim   |           | Grace Kelly             | Olivier Dahan         |
| 2014 | Before I Go to Sleep                       | Sim   |           | Christine Lucas         | Rowan Joffé           |
| 2014 | Paddington                                 | Sim   |           | Millicent Clyde         | Paul King             |
| 2015 | Strangerland                               | Sim   |           | Catherine Parker        | Kim Farrant           |
| 2015 | Queen of the Desert                        | Sim   |           | Gertrude Bell           | Werner Herzog         |
| 2015 | The Family Fang                            | Sim   |           | Annie Fang              | Jason Bateman         |
| 2015 | Secret in Their Eyes                       | Sim   |           | Claire Sloane           | Billy Ray             |
| 2016 | Genius (2016)                              | Sim   |           | Aline Bernstein         | Michael Grandage      |
| 2016 | Lion                                       | Sim   |           | Sue Brierley            | Garth Davis           |
| 2017 | The Beguiled                               | Sim   |           | Martha Farnsworth       | Sofia Coppola         |
| 2024 | Babygirl                                   | Sim   |           | Romy                    | Halina Reijn          |

### Televisão
| Ano  | Título original         | Papel | Papel     | Papel            |
| Ano  | Título original         | Atriz | Produtora | Papel            |
| ---- | ----------------------- | ----- | --------- | ---------------- |
| 1983 | Skin Deep               | Sim   |           | Sheena Henderson |
| 1983 | Chase Through the Night | Sim   |           | Petra            |
| 1984 | Matthew and Son         | Sim   |           | Bridget Elliot   |
| 1984 | A Country Practice      | Sim   |           | Simone Jenkins   |
| 1985 | Five Mile Creek         | Sim   |           | Annie            |
| 1985 | Archer                  | Sim   |           | Catherine        |
| 1985 | Winners                 | Sim   |           | Carol Trig       |
| 1987 | An Australian in Rome   | Sim   |           | Jill             |
| 1987 | Vietnam                 | Sim   |           | Megan Goddard    |
| 1987 | Watch the Shadows Dance | Sim   |           | Amy Gabriel      |
| 1989 | Bangkok Hilton          | Sim   |           | Katrina Stanton  |
| 1993 | Saturday Night Live     | Sim   |           | Nicole Kidman    |
| 2012 | Hemingway & Gellhorn    | Sim   |           | Martha Gellhorn  |
| 2014 | Hello Ladies: The Movie | Sim   |           | Nicole Kidman    |
| 2017 | Big Little Lies         | Sim   | Sim       | Celeste Wright   |
| 2020 | The Undoing             | Sim   | Sim       | Grace Sachs      |
| 2021 | Nine Perfect Strangers  | Sim   | Sim       | Masha            |